# Животово (Костромская область)
Животово — деревня в Лопарёвском сельском поселении Галичского района Костромской области России.

## История
Согласно Спискам населенных мест Российской империи в 1872 году деревня относилась к 2 стану Галичского уезда Костромской губернии. В ней числилось 15 дворов, проживало 65 мужчин и 71 женщина.
Согласно переписи населения 1897 года в деревне Животово проживало 143 человека (55 мужчин и 88 женщин). В усадьбе Животово проживало 5 человек (3 мужчин и 2 женщин).
Согласно Списку населенных мест Костромской губернии в 1907 году деревня Животово относилась к Свиньинской волости Галичского уезда Костромской губернии. По сведениям волостного правления за 1907 год в ней числилось 28 крестьянских дворов и 109 жителей. Основными занятиями жителей деревни, помимо земледелия, были плотницкий и малярный промыслы и сельскохозяйственные работы. В усадьбе Животово числился 1 крестьянский двор и 3 жителя.

## Население
| Численность населения |      |         |         |      |
| Год                   | 1877 | 1897    | 1907    | 2012 |
| Жителей               | 136  | 143 + 5 | 109 + 3 | 0    |
| Крестьянских дворов   | 15   | —       | 28 + 1  | —    |

| 2008 | 2010 | 2012 | 2014 |
| ---- | ---- | ---- | ---- |
| 1    | ↘0   | →0   | →0   |